# Franz Conrad von Hötzendorf
Franz Xaver Josef Conrad von Hötzendorf (11 tháng 11 năm 1852 – 25 tháng 8 năm 1925), sau năm 1919 lấy tên là Franz Conrad, là một tướng lĩnh người Áo, từng giữ chức Tổng tham mưu trưởng Quân đội Đế quốc Áo-Hung trong Thế chiến thứ nhất, với cấp bậc Thống chế.

## Cuộc đời

### Thân thế
Franz Xaver Joseph Conrad xuất thân trong một gia đình công chức Áo ở Brno (nay thuộc Cộng hòa Séc). Ông cố của ông là Franz Anton Conrad từng là một quan chức nhỏ của triều đình Áo tại tỉnh Moravia và Silesia, do thâm niên 50 năm phục vụ nên vào năm 1815 được nâng lên hàng quý tộc cha truyền con nối, với tôn tính là von Hötzendorf. Cha ông, Franz Xaver Conrad von Hötzendorf, đôi khi được viết là Hetzendorf, là một trung úy của Trung đoàn kỵ binh "Nam tước von Vincent" số 4, từng tham gia Chiến tranh giải phóng (Befreiungskriege) chống Napoléon và Trận chiến liên quốc gia gần Leipzig năm 1813. Năm 1848, ông bị ngã ngựa và phải từ chức vì bị thương nặng. Năm 1851, Franz Xaver Conrad kết hôn với Barbara Kübler, con gái họa sĩ Joseph Kübler, kém ông 32 tuổi. Franz Xaver Josef Conrad von Hötzendorf được sinh ra một năm sau đó tại Penzing thuộc Viên, thủ đô Áo. Em gái của ông, Barbara, được sinh ra vào năm 1854.
Lúc họ, ông được giáo dục tại nhà trước khi vào tiểu học và lên trung học. Khi còn là học sinh, ông đã phát triển niềm yêu thích với khoa học tự nhiên. Các định luật vật lý quan trọng đối với ông hơn là niềm tin tôn giáo. Conrad sau đó trở thành người ủng hộ nhiệt thành cho Chủ nghĩa Darwin xã hội.
Những người bạn thân nhất của ông thường gọi ông bằng họ gốc Conrad, góp phần vào sự hiểu lầm trong thời gian dài rằng Conrad mới là tên của ông.

### Khởi đầu binh nghiệp
Chịu ảnh hưởng người cha vốn là một sĩ quan đã về hưu, từ mùa thu năm 1863, Conrad theo học Trường Thiếu sinh quân Hainburg, từ mùa thu năm 1867, Học viện Quân sự Theresian (Theresianische Militärakademie) ở Wiener Neustadt, nơi ông tốt nghiệp cuối tháng 8 năm 1871 với tư cách là một Thiếu úy (Leutnant) thuộc Tiểu đoàn 11 Feldjäger. Mùa thu năm 1874, Conrad thi đậu vào trường chiến tranh và hoàn thành khóa đào tạo tham mưu của mình vào mùa thu năm 1876. Ngày 1 tháng 5 năm 1877, ông được phong cấp Trung úy (Oberleutnant) và phục vụ như một sĩ quan tham mưu của Lữ đoàn Kỵ binh số 6 tại Košice.
Ngày 16 tháng 8 năm 1878, ông được bổ nhiệm vào Bộ Tham mưu Sư đoàn 4 Bộ binh, sau đó là Quân đoàn 3 trong chiến dịch chiếm đóng tại Bosna và Hercegovina và vào tháng 9 năm 1879 trong cuộc xâm lược Sanjak Novi Pazar. Ngày 1 tháng 5 năm 1879, ông được thăng cấp Đại úy (Hauptmann) thuộc Bộ Tham mưu Quân đoàn. 

### Sĩ quan trung và cao cấp
Ngày 29 tháng 10 năm 1883, ông được bổ nhiệm vào vị trí Tham mưu trưởng Sư đoàn Bộ binh số 11 ở Lviv. Ông nhanh chóng được biết đến như một sĩ quan năng động và sáng tạo, chú trọng nhiều vào các cuộc diễn tập trên thực địa thay vì chỉ tập trận trên sa bàn. Ngày 1 tháng 11 năm 1887, ông được thăng cấp Thiếu tá (Major) và được giao phụ trách một phòng ban tham mưu tác chiến tại Vienna. Từ ngày 10 tháng 9 năm 1888 đến mùa thu năm 1892, Conrad là giáo viên chiến thuật chính tại Trường Chiến tranh Hoàng gia ở Vienna, và được thăng cấp Trung tá (Oberstleutnant) vào ngày 1 tháng 5 năm 1890. Conrad nổi tiếng là một giáo viên nhận được nhiều sự tôn trọng từ các học viên, mà vào thời điểm đó, một số học viên đã là sĩ quan có cấp bậc cao hơn cả ông.
Tháng 10 năm 1892, ông được chuyển đến Olomouc với tư cách là chỉ huy tiểu đoàn thuộc Trung đoàn bộ binh 93. Ông được thăng lên cấp Đại tá (Oberst) vào ngày 1 tháng 5 năm 1893. Từ ngày 16 tháng 10 năm 1895 đến ngày 8 tháng 4 năm 1899, Conrad là chỉ huy Trung đoàn bộ binh "Kaiser" số 1 tại Troppau. Ngày 9 tháng 4 năm 1899, ông được bổ nhiệm làm chỉ huy Lữ đoàn bộ binh 55 ở Trieste và thăng cấp Thiếu tướng (Generalmajor) vào ngày 1 tháng 5 trong cùng năm. Ngày 8 tháng 9 năm 1903, Conrad được bổ nhiệm vào chức vụ chỉ huy Sư đoàn Bộ binh số 8 tại Innsbruck và được thăng cấp bậc Feldmarschalleutnant (tương đương Trung tướng) vào ngày 1 tháng 11.

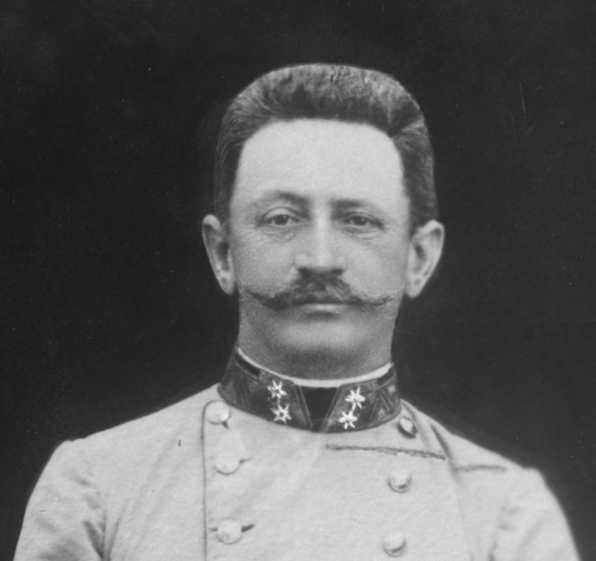
Conrad trong quân phục Feldmarschalleutnant năm 1906

Tháng 11 năm 1906, Hötzendorf trở thành Tổng tham mưu trưởng quân đội Áo-Hung. Ông luôn ra sức cải tổ và hiện đại hóa quân đội Áo-Hung vì ông cho rằng 1 cuộc chiến tranh giữa người Đức và người Slav sớm muộn gì cũng sẽ xảy ra. Ông cũng lo ngại vì những tham vọng của Ý tại vùng Balkans. Tuy nhiên tham vọng lớn nhất của ông là tiêu diệt Serbia cho nên ông đã ủng hộ việc tấn công Serbia. Ông cũng ủng hộ việc gây chiến với Ý vào năm 1911. Tuy nhiên cả thái tử Franz Ferdinan và thủ tướng Áo Alois Lexa Aehrenthal đều không đồng ý với ý kiến của ông nên ông từ chức tổng tham mưu trưởng vào năm 1911. Đến năm 1912, ông trở lại giữ chức này.

### Trong và sau thế chiến thứ nhất
Ngay sau sự kiện vụ ám sát thái tử Áo-Hung, Hötzendorf đã ngay lập tức đề nghị hoàng đế Franz Joseph I tuyên chiến với Serbia. Cùng với sự ủng hộ của đế quốc Đức, ngày 28 tháng 7 năm 1914, Đế quốc Áo-Hung tuyên chiến với Serbia.
Kể từ cuối tháng 7 năm 1914 đến đầu tháng 11 năm 1918, Đế quốc Áo-Hung liên tiếp bại trận trong cuộc chiến mà trong đó không thể kể đến những sai lầm trong kế hoạch của Hötzendorf. Năm 1914 vì đánh giá quá thấp quân đội Serbia mà quân đội Áo-Hung phải chịu nhiều tổn thất mà không đạt được thành công như mong muốn. Rồi cuộc phản công của Quân đội ý vào đầu năm 1916 cũng hao tốn nhiều nhân lực. Thất bại thảm hại nhất của Hötzendorf cũng như của quân đội Áo-Hung trong Chiến tranh thế giới thứ nhất là Cuộc tổng tấn công của Brusilov tại Galicia vào năm 1916, nơi mà thương vong của lính Áo-Hung lên đến 1.5 triệu người. Trong khi đó, những thắng lợi hiếm hoi mà quân đội nước này đạt được trong chiến tranh đều có sự giúp đỡ của đồng minh đế quốc Đức và khi đế quốc Đức bị liên quân Entente phản công ồ ạt ở Mặt trận phía Tây năm 1918 thì đế quốc Áo-Hung cũng đi đến đầu hàng.
Tháng 3 năm 1917, Hötzendorf bị hoàng đế Áo Charles I cách chức tổng tham mưu trưởng và điều ông ra chỉ huy một tập đoàn quân ở mặt trận Ý. Sau thất bại ở Trận sông Piave, ông bị đuổi khỏi quân ngũ mà một trong những nguyên nhân thất bại là quân đội Áo-Hung đã tiến quân theo hai đường riêng biệt. Tuy vậy năm 1918, ông cũng trở thành Bá tước sau một thời gian với tước hiệu Nam tước.
Tuy vậy nhà sử học người Anh Cyril Falls lại đưa ra ý kiến cho rằng Hötzendorf là một trong những nhà chiến lược quân sự xuất sắc và các kế hoạch của ông về lý thuyết là tuyệt vời. Các tướng lĩnh Đức tại Mặt trận phía Đông đã thực hiện nhiều cuộc tấn công dựa trên kế hoạch của Hötzendorf.
Hötzendorf mất ngày 25 tháng 8 năm 1925, thọ 73 tuổi khi đang chữa bệnh tại Bad Mergentheim, Đức.

## Gia đình
Ngày 10 tháng 4 năm 1886, Conrad kết hôn với vị hôn thê Vilma von Le Beau. Hai người có bốn người con trai, gồm Konrad (tên thường gọi là Kurt, 1887–1918), Erwin (1888–1965), Herbert (1891–1914, bị giết gần Rawa-Ruska, được chôn cất trong nghĩa trang của Học viện Quân sự Theresian) và Egon (1896–1965) - tất cả sau này đều trở thành sĩ quan.
Sau đó ông cưới người vợ thứ hai là Virginia von Reininghaus vào năm 1915.